# Mumifizierung im Alten Ägypten

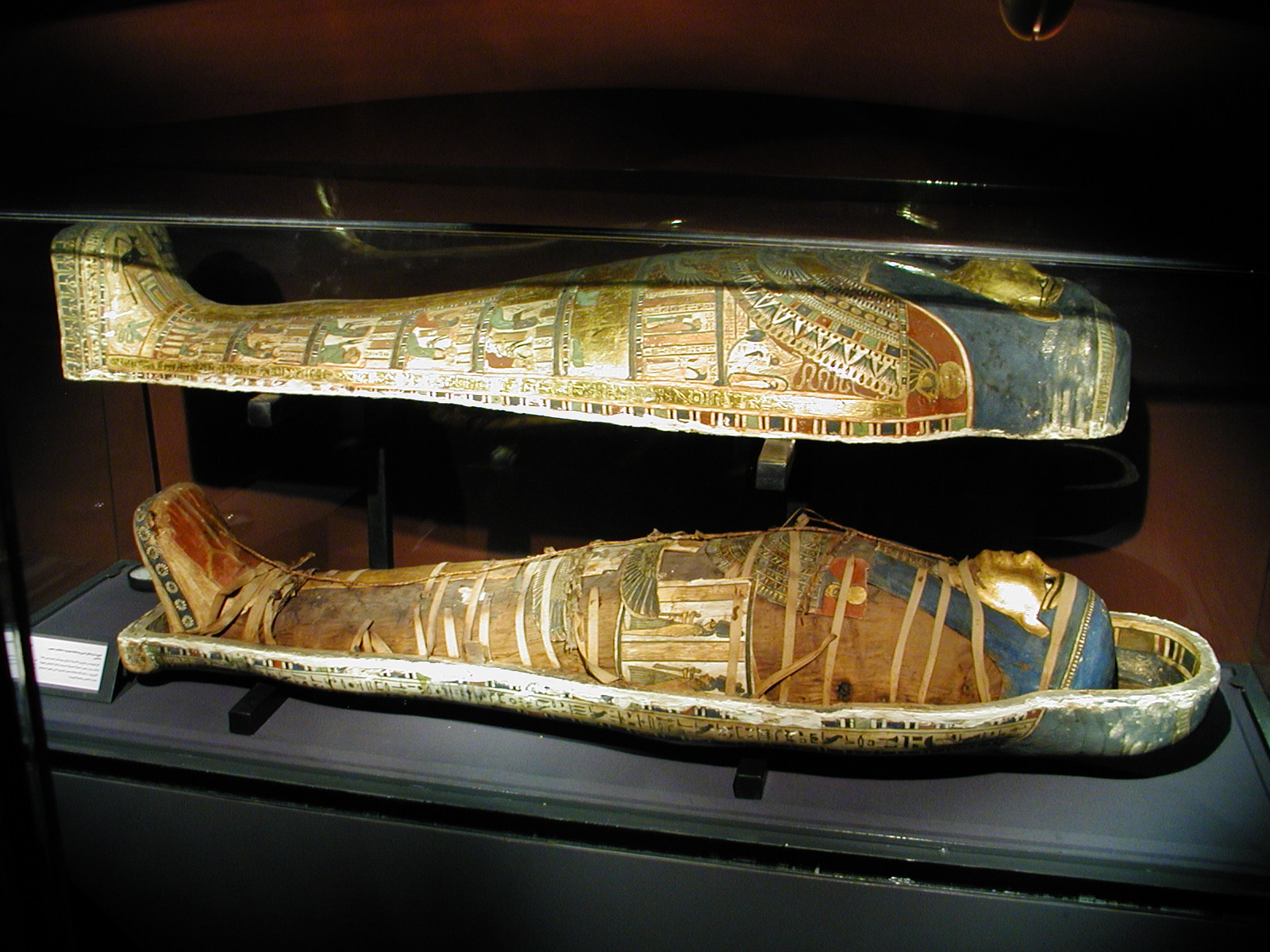
Ägyptische Mumie

Mumifizierung im Alten Ägypten (auch Einbalsamierung, Mumifikation) bezeichnet das altägyptische Verfahren, welches nach dem Tod zum Schutz vor dem Zerfall des menschlichen oder tierischen Körpers angewendet wurde. Der Vorgang diente ursprünglich dem Erhalt des Körpers des verstorbenen Königs (Pharaos) als vergöttlichtes Abbild in Verbindung seiner mit dem Himmelsaufstieg erfolgenden Wiedergeburt. Die so hergestellte Mumie repräsentierte als Ach den König, später den zu Osiris gewordenen König, der als „Sohn von Nut“ im Sarkophag, „ihrem Mutterschoß“, in die Götterwelt übertrat.
Im weiteren Verlauf der altägyptischen Geschichte änderte sich die mythologische Ausrichtung. Mit der Einführung des Totenbuches im Neuen Reich hatte auch der „normale Ägypter“ die Möglichkeit, durch die Mumifizierung im Gefolge des verstorbenen Königs den „Achu“ anzugehören. Die Bestattungsriten der „Lösung“, die vom Todestag des Verstorbenen bis zur Beisetzung vollzogen wurden, beinhalteten die Mumifizierung sowie weitere magische Handlungen, die im Idealfall insgesamt 70 Tage andauerten. Den Zeitraum von 70 Tagen leiteten die Ägypter aus der mythologisch-normativen Unsichtbarkeitsdauer des altägyptischen Sternbildes Sopdet ab.
Der Ablauf der Mumifizierung wird vom griechischen Schriftsteller Herodot in dessen zweitem Buch der Historien ausführlich beschrieben.

## Allgemeines

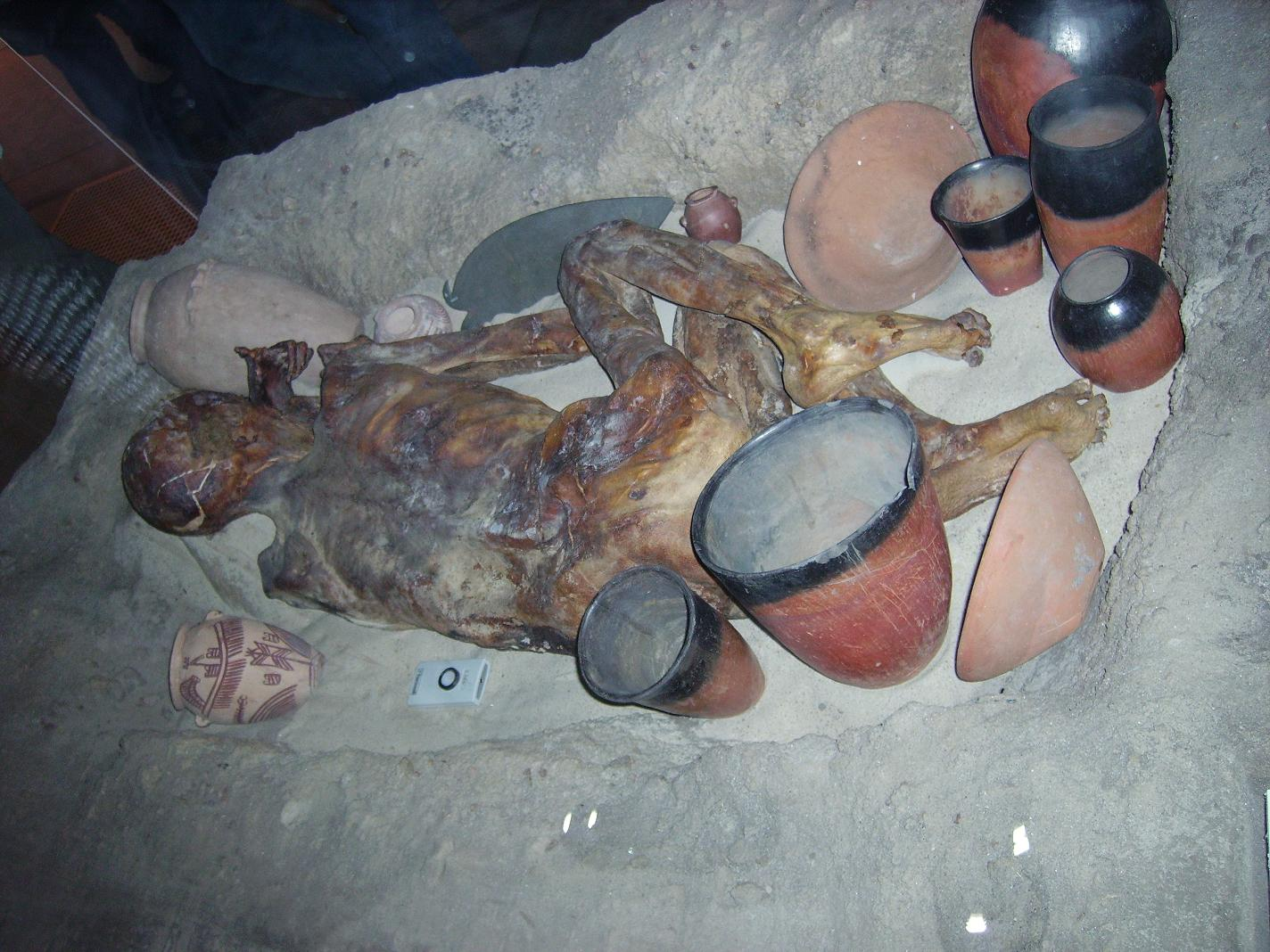
Natürliche Mumifizierung in einem Grab aus Prädynastischer Zeit

Die Mumifizierungspraxis war im Alten Ägypten im Glauben an ein Leben, bzw. Fortdauern nach dem Tod begründet. Die Ägypter begruben ihre Toten ab der Prädynastischen Zeit (ca. 4000–3032 v. Chr.) in der Wüste, wo sie durch Trockenheit, Hitze und Salzgehalt des Sandes natürlich konserviert wurden. Für diese Zeit gibt es auch erste Anzeichen einer künstlichen Mumifizierung. Untersuchungen an Mumien in Badari und Mostagedda haben ergeben, dass an diesen schon sehr früh mit verschiedenen Balsamierungstechniken experimentiert wurde. Die Toten waren mit in Harz getränkten Leinenbinden umwickelt, die durch ihre antibakterielle Wirkung zusätzlich vor Verwesung schützten.
Spätestens ab König Djoser (3. Dynastie, Altes Reich) ist das Einreiben der Körper mit Pottasche belegt, das zur Trocknung der Körper diente. Frühere Annahmen, dass die Körper in einem Natronbad lagen, sind zwischenzeitlich widerlegt.
Im Alten Reich erkannte man, dass die inneren Organe entnommen werden mussten, um den Verwesungsprozess zu unterbinden. An deren Stelle kamen trockene Substanzen. Dann wurden die Toten wie in der Prädynastik mit Harz eingerieben und mit Bandagen umwickelt, die bei Frauen sehr einem Kleid und bei Männern einer Hose ähnelten. Im Laufe der Zeit gab es Veränderungen in der Mumifizierung und auch in der Aufbewahrung der inneren Organe.

### Veränderungen in der Mumifizierung
Es gibt einige Veränderungen in der Mumifizierung des Alten Ägyptens. In sehr früher Zeit wurden die Toten so in Binden eingewickelt, dass jedes Glied einzeln verpackt wurde. Im Laufe der Zeit wickelte man die Toten in immer mehr Leinentücher ein, so dass sie fertig mumifiziert einem unförmigen Kokon ähnelten. Bei diesem Verfahren verbrauchte man ca. 375 Quadratmeter Stoff. Viele kleine Talismane und Amulette wurden mit eingewickelt. In dieser Zeit legte man die fertige Mumie mitsamt der Maske aus stuckiertem, bunt bemaltem Leinen in einen Holzsarg, der eine grobe menschliche Form hatte. Diesen Holzsarg mit der Mumie legte man in einen zweiten rechteckigen Steinsarg. Dem Glauben der Ägypter nach kann der Tote durch die großen auf der Maske aufgemalten Augen und die an der Wand am Kopfende des Steinsarges aufgemalten Augen (die Mumie liegt auf der Seite) hinaus in die Welt blicken.

### Aufbewahrung der inneren Organe

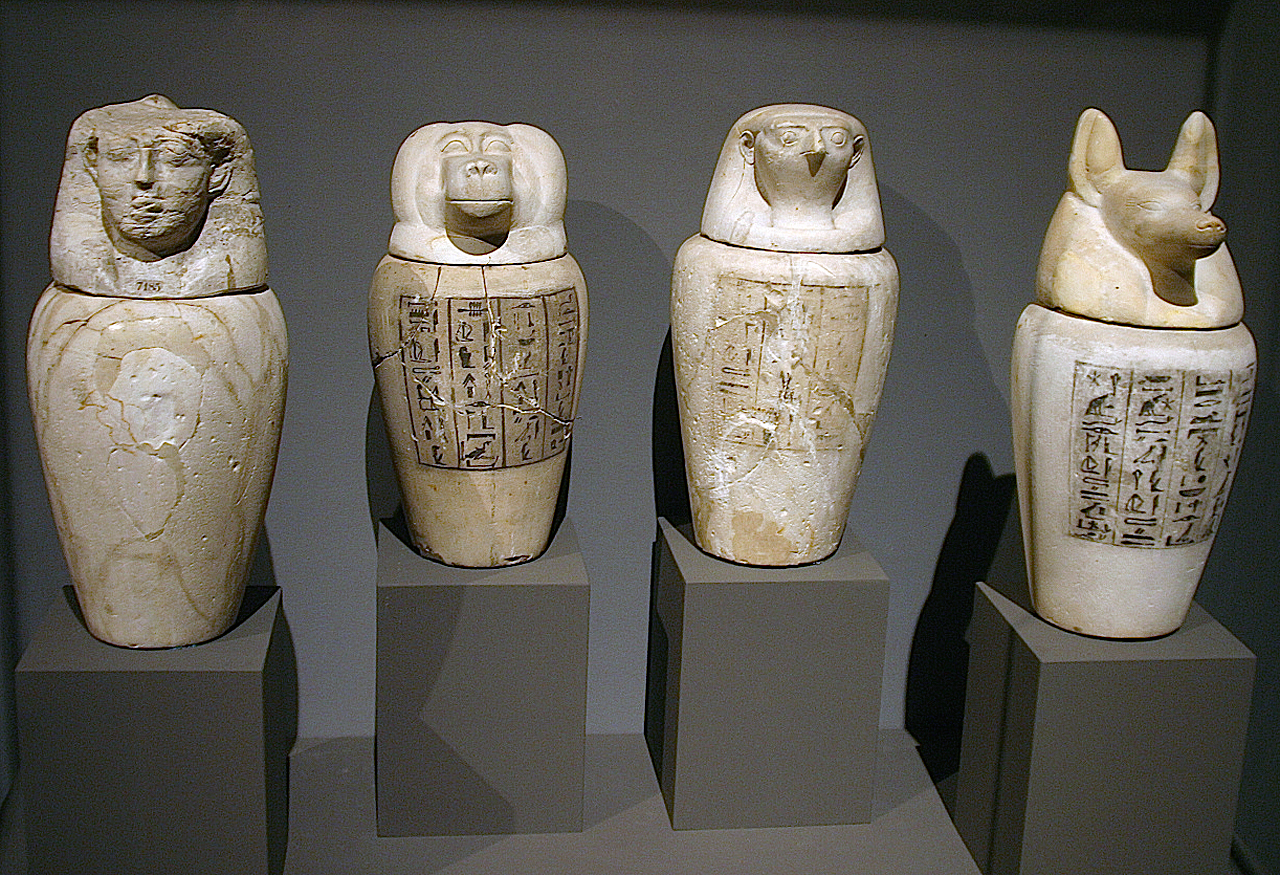
Kanopenkrüge aus dem Grab des Iti 19. Dynastie, um 1200 v. Chr. Kalkstein, Ägyptisches Museum Berlin

Nach dem Tod beginnt der Zerfallsprozess zuerst bei den Organen und dem Gehirn. Wenn sich das Gehirn zersetzt, läuft es aus dem Hinterhauptloch heraus und es bleibt nur eine dunkelbraune schwammartige Masse aus den Resten der Blutgefäße und Hirnhaut im Schädel zurück. Die Ägypter hatten dies schon früh beobachtet und entfernten deshalb das Gehirn mit einem langen Haken durch die Nase heraus. Wissenschaftler waren deshalb lange der Meinung, das Gehirn sei nicht entfernt worden, da sie keine Schäden an der Schädeldecke feststellen konnten. Die anderen Organe wurden durch einen einfachen Einschnitt im Bauch entfernt.
Für die Aufbewahrung waren schon in früher Zeit vier Kanopenkrüge Tradition. Sie waren aber manchmal eher symbolisch, denn man fand oft leere und die dazugehörigen Organe noch im Körper. In späterer Zeit wurde die Verpackung der Organe aufwändiger. Man wickelte sie einzeln in Leinentücher, legte sie in die Kanopenkrüge und übergoss sie mit einem harzähnlichen Salböl. Diese Krüge standen oft in einem sargförmigen Steinkasten und die Verschlüsse der Krüge wurden bis in die 18. Dynastie (Neues Reich) zu Menschenköpfen ausgearbeitet. Im Alten Reich gab es ursprünglich nur zwei Schutzgötter der Kanopen: Amset und Hapi, erst später wurden die beiden weiteren Schutzgötter Duamutef und Kebechsenuef hinzugefügt und alle vier als „Horussöhne“ bezeichnet. Die Pyramidentexte stellen sie als eine Art Führer für die Jenseitsreise des Toten dar. Dabei nehmen sie an der Wiederbelebung teil, tragen den Verstorbenen zu Grabe, vollziehen das Mundöffnungsritual und beteiligen sich an den Stundenwachen.
Jedoch besteht ihre Aufgabe vorwiegend darin, den Leichnam vor Hunger, Durst und die davon betroffenen Organe, die Eingeweide, zu schützen, wobei Herz und Nieren nicht zu diesen Organen gehören. Die bei der Mumifizierung entnommenen Eingeweide wurden in Binden gewickelt und getrennt nach Leber, Lunge, Magen und Unterleibsorgane in vier Kanopen, mitunter auch in Miniatursärgen, beigesetzt (siehe Tutanchamun). Jede Kanope unterstand dem Schutz eines Horussohnes. Seit dem Neuen Reich gibt es folgende Zuordnungen der Horussöhne als Beschützer der Organe:
| Horussohn            | zugeordnetes Organ  |
| -------------------- | ------------------- |
| Amset (Mensch)       | Leber               |
| Hapi (Pavian)        | Lunge               |
| Duamutef (Schakal)   | Magen               |
| Kebechsenuef (Falke) | Unterleib (Gedärme) |

## Ablauf der Mumifizierung
Wenn im alten Ägypten ein wohlhabender Bürger oder Würdenträger starb, brachte man den Leichnam in das Einbalsamierungshaus, der dort von den Priestern auf einen hölzernen oder steinernen Tisch gelegt wurde.  Entweder arbeiteten die Balsamierer außerhalb der Ortschaft am Nil oder in der Nähe eines Bewässerungskanals, denn zum Waschen des Körpers wurde reichlich Wasser benötigt.

### Waschung des Leichnams und Gehirnentnahme
Nach Herodot stand am Anfang der Einbalsamierung die Waschung des Leichnams. Danach wurde das Gehirn entnommen. Die Entnahme erfolgte durch die Nasenlöcher. Man durchstach dazu das Siebbein und schnitt die Hirnhaut auf, um Zugang zum Gehirn zu haben. Dieses wurde nun mit einem Haken verquirlt, bis es die Konsistenz eines dickflüssigen Breis hatte. Nach einiger Zeit verflüssigte sich das Gehirn durch die natürliche Verwesung. Die Nasenlöcher wurden künstlich erweitert, damit das Gehirn besser herausfließen konnte. Es konnte nun, neben der Hirnsubstanz und der Hirnhaut, mit einem Haken durch die Nase entfernt werden. Dies musste sorgfältig geschehen, da das Gesicht des Leichnams nicht beschädigt werden durfte, wenn er im Totengericht wiedererkannt werden musste.
Danach wurde erhitztes, dünnflüssiges Salböl in den Schädel gegossen. Das Salböl bestand aus einem Gemisch verschiedener Harze, Bienenwachs, aromatisierenden Pflanzenölen und manchmal auch aus Erdpech. Viele dieser Bestandteile wie Harz und Erdpech mussten aus Nachbarländern importiert werden.

### Entnahme der Eingeweide
Nachdem dieser wohl schwierigste Teil erledigt war, wandten sich die Balsamierer dem Leib des Leichnams zu. Sie zogen eine Linie entlang der linken Flanke und schnitten mit einer Klinge aus Obsidian den Bauchraum auf. Daraufhin entnahm man die Eingeweide. Allerdings wurden nicht alle Organe entnommen; beispielsweise verblieb fast immer das Herz, das nach dem damaligen Verständnis der Sitz aller Körper- und Verstandeskräfte war, im Körper des Verstorbenen. Auch die Nieren ließ man im Leichnam zurück, weil man deren Funktion nicht kannte und sie außerdem schwer erreichbar waren.
Danach wurde die Bauchhöhle mit Palmwein und aromatischen Essenzen gereinigt sowie mit Myrrhepulver und anderen Stoffen gefüllt. Damit der Leichnam nicht dem Zerfall ausgesetzt war, musste ihm die Flüssigkeit entzogen werden. Hierfür wurde trockenes Natron oder Nitron verwendet. Magen, Lunge, Gedärme und Leber wurden mit zerriebenem Räucherwerk behandelt und dann ebenfalls in Natron eingelegt. Die Behandlung mit dem Natron dauerte ungefähr 35–40 Tage.

### Salbölbehandlung und Körperhöhlenfüllung
Nach dieser Trocknungsphase konnte die eigentliche Balsamierung beginnen:
Nach einer Waschung goss man erhitztes Salböl in den Körper und rieb es sorgfältig ein. Die spröde Haut gewann ihre Elastizität zurück und sie sah nicht mehr so ausgetrocknet aus.
Die nach ihrer Entfernung gesondert präparierten Eingeweide und inneren Organe (Lungen, Gedärme, Magen und Leber) setzte man nach einer Behandlung mit Salböl in vier Krüge – die sogenannten Kanopen. Diese sind Gefäße aus Alabaster, Stein oder Ton, deren Deckel als die Köpfe von vier Schutzgöttern der Eingeweide gestaltet waren, die vier Horus-Söhne. Die Krüge wurden in Kästen aufbewahrt. Die Kanopen sollten die Organe schützen.
Der Brust- und Bauchraum wurde nun mit den verschiedensten Gegenständen aufgefüllt: Leinenpäckchen, Natronbeutel, oft auch Sägespäne vermischt mit Gewürzen, Samen und Flechten wurden benutzt. Hinzu kamen manchmal große Mengen an Spezereien wie Myrrhe, Weihrauch, Öle, Zederharz, Fette und Bienenwachs, denen man außer ihrem Wohlgeruch auch eine konservierende Wirkung zuschrieb. So wurde ein Zusammenfallen der Körperhöhle verhindert und die Leiche erhielt ihr natürliches Volumen zurück. Die Nasenöffnungen wurden auf verschiedene Arten aufgefüllt, z. B. bei der Mumie Tutanchamuns mit salbölgetränkten Leinenbinden, bei Ramses II. erstaunlicherweise mit Pfefferkörnern.
Da auch die Augäpfel durch den Wasserentzug stark schrumpften, setzte man Leinenbäusche, kleine Küchenzwiebeln oder bemalte Steine ein. Die Finger wurden mit Schnüren umwickelt, um die Fingernägel zu stabilisieren. Außerdem wurden Zwiebelschalen auf Augen, Mund, Nase und Hals geklebt und ganze Zwiebeln an den Fußsohlen befestigt. Der Gebrauch von Zwiebeln und anderen pflanzlichen Objekten war jedoch sehr unterschiedlich ausgeprägt.
Wichtige Körperteile schützte man zuweilen mit entsprechend geformten Goldauflagen; im Mundbereich fanden sich vereinzelt goldene Zungenplättchen. Bei kostbar ausgestatteten königlichen Mumien wurden empfindliche Partien wie Finger und Zehen durch Goldhülsen besonders geschützt.
Der Schnitt im Bauch wurde nun wieder verschlossen. Dies geschah nur vereinzelt durch Zunähen (wie von Herodot beschrieben), ansonsten meist mit Leinen, einer Wachsplatte oder bei königlichen Personen mit einem dünnen Goldblech.

### Umhüllung des Mumienkörpers

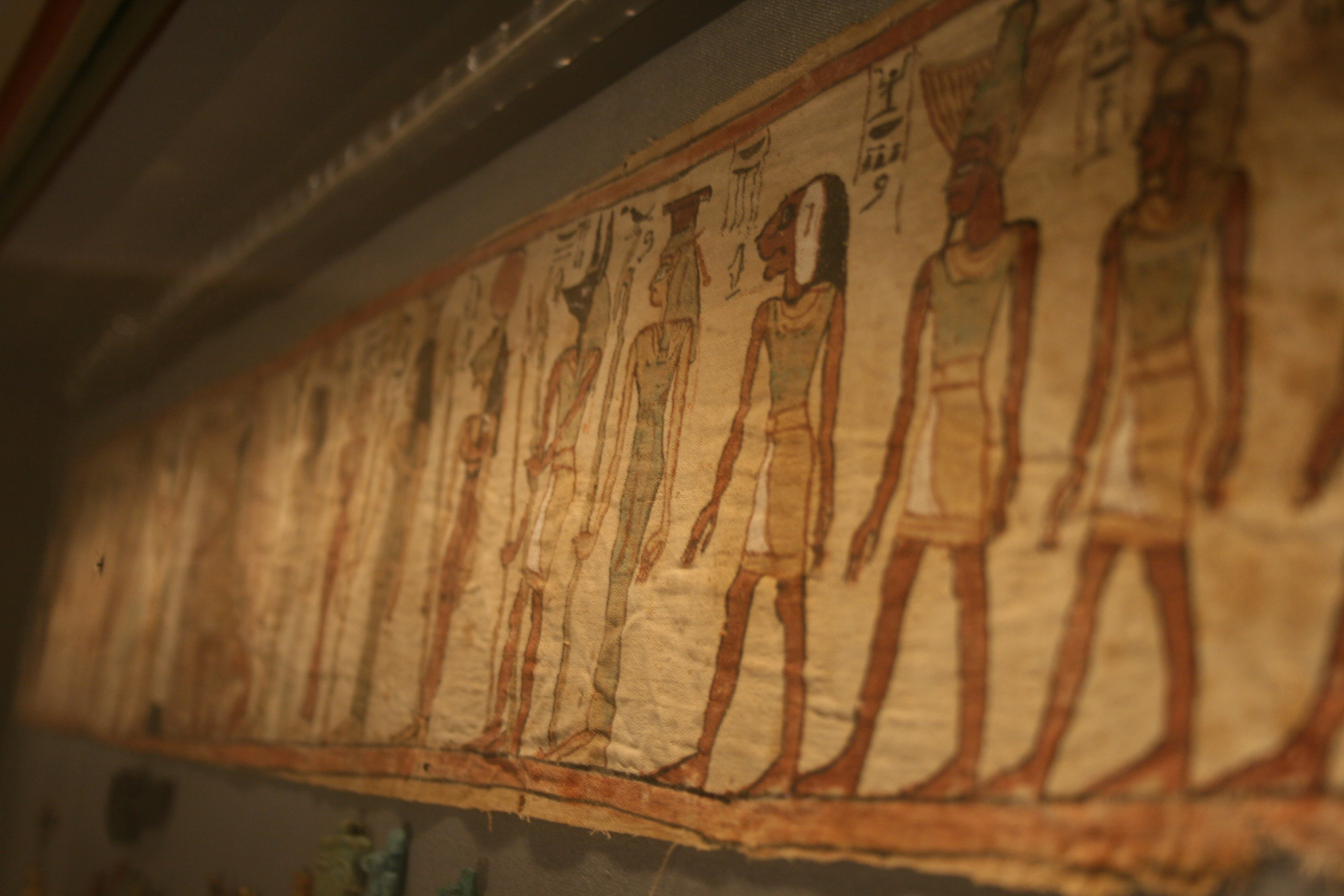
Bemalte Mumienbinde

Nun musste man den Leichnam mit Binden umwickeln.
Für das Einwickeln wurde entweder speziell für das Begräbnis gekauftes Material oder in passende Streifen gerissene ausgediente Haushalts- und Bekleidungstextilien verwendet. Vor dem eigentlichen Wickeln wurden alle Binden nach Verwendungsart, Länge, Breite und Dicke geordnet und der Beginn jeder Bahn markiert.
Um den Leichnam ohne Probleme mit Binden zu umwickeln, lag dieser auf einer speziell angefertigten Liege. Bei aufwändig hergestellten Mumien wurde zuerst jedes einzelne Glied, dann die Extremitäten und schließlich der gesamte Rumpf in mehreren Lagen bandagiert. Bei diesem nach festen Regeln vollzogenen Ritual führte meistens ein Priester in der Maske des schakalköpfigen Gottes Anubis die Oberaufsicht. Die Bandagen wurden mit Harz zusammengeklebt. Zum Abschluss konnten auch noch großformatige Leichentücher mit daraufgemalten Gottheiten zur Umhüllung verwendet werden.
Während dieses Vorgangs wurden zahlreiche magische Amulette aus Fayence, Halbedelsteinen und anderen kostbaren Materialien beigefügt, die entweder lose mit eingewickelt oder auf den Mumienbinden festgenäht wurden. Die Amulette hatten jeweils spezielle Schutzfunktionen und sollten die Regeneration des Verstorbenen nach seinem Tode sichern. Oft wurde dem Verstorbenen ein mit magischen Formeln beschrifteter Herzskarabäus auf die Brust gelegt und mit eingewickelt oder dem Herzen beigelegt. Durch die Verwendung dieser Formeln sollte vermieden werden, dass das Herz beim Totengericht gegen seinen Besitzer aussagte. Manchmal wurde dem Einbalsamierten eine mehrere Meter lange Papyrusrolle, das Totenbuch, zwischen die Hände gelegt und ebenfalls eingewickelt oder mit in den Sarg gegeben. Diese auf Papyrus oder Leinen geschriebenen Texte sind eine Zaubersprüche- und Ratschlägesammlung, die, einem Reiseführer ähnlich, dem Verstorbenen dabei helfen sollten, sich im Totenreich zurechtzufinden.

### Sarglegung und weitere Rituale
Die Mumifizierung des Leichnams ist nur ein Versuch, den Toten für die Ewigkeit auszustatten. Nachdem der Leichnam durch Einbalsamieren sowie das Wickeln mit Leinenbinden physisch und durch Amulette auch geistig-magisch geschützt war, wurde noch ein weiterer Schutz durch einen Sarg benötigt, und, wenn möglich, einen diesen noch umschließenden Sarkophag. Der Sarg war meist auf der Innenseite bemalt. Dabei spielten Türen und Augen eine wichtige Rolle, damit der Verstorbene seine Grabbeigaben wahrnehmen und sein Ka in die Außenwelt treten konnte. Im Alten Reich und am Anfang des Mittleren Reiches hatten die Särge noch Kastenform, danach wurden sie in anthropomorpher (menschlicher) Gestalt angefertigt.
Nach der Einbalsamierung vollzogen Priester an der Mumie verschiedene Rituale, wie zum Beispiel die Mundöffnungszeremonie, die dem Verstorbenen den Gebrauch seiner Sinne zurückgeben sollte. Sie bestand aus zahlreichen einzelnen Handlungen: Reinigungsopfern, Räuchern, wiederholten Salbungen, und dem Berühren des Gesichts mit speziell dafür vorgesehenen Gerätschaften.

### Kosten
Herodot berichtet von drei unterschiedlich aufwändigen Arten der Mumifizierung. Bedingt durch den hohen Preis der Öle und Substanzen, die für die Mumifizierung im alten Ägypten notwendig waren, gab es entsprechend unterschiedliche Qualitäten der Mumifizierung. Pharaonen und ihre Gattinnen, gelegentlich auch Katzen, die als Tiergötter verehrt wurden, wurden durchweg mit der höchsten Qualitätsstufe mumifiziert, was jedoch nur in Ausnahmefällen bei königlichen Schreibern und anderen hochgestellten Staatsbediensteten der Fall war. Nach Diodor kostete eine solche Mumifizierung ein Talent, weshalb sich dies nur reiche Personen leisten konnten. Für die Mumifizierung mittlerer Qualität gibt er einen Preis von zwanzig Minen an, die Mumifizierung einfachster Kategorie soll hingegen kaum etwas gekostet haben. Ein Papyrus aus römischer Zeit gibt die Mumifizierungskosten mit 440 Drachmen und 16 Obolen an.

## Moderne Forschungen
In den letzten Jahren werden moderne Analysenverfahren zur Erforschung der Mumifizierungstechniken angewandt. So wird die Gaschromatographie in Kopplung mit der Massenspektrometrie eingesetzt, um einzelne Inhaltsstoffe alter Mumien zu bestimmen.

## Zusammenfassung
Die Mumifizierung besteht aus folgenden Schritten:
1. Erste Waschung der Leiche
2. Entfernung des Gehirns durch die Nasenlöcher
3. Eingießen von Salböl in den Schädel
4. Entfernung der Eingeweide
5. Zweite Waschung der Leiche
6. Entwässerung der Leiche und der Eingeweide durch Natron (35–40 Tage)
7. Dritte Waschung der Leiche
8. Salbung der Leiche und der Organe nach der Entwässerung
9. Ausstopfung der Körperhöhlen
10. Besondere Behandlung bestimmter Körperteile (z. B. Nägel)
11. Verschluss des Einschnitts
12. Letzte Vorbereitungen vor dem Bandagieren
13. Bandagierung der Mumie (15 Tage)

Eine detaillierte Beschreibung einer Balsamierung ist inschriftlich auf dem Sarg des DjedBastetiuefanch überliefert.

## Tiermumien

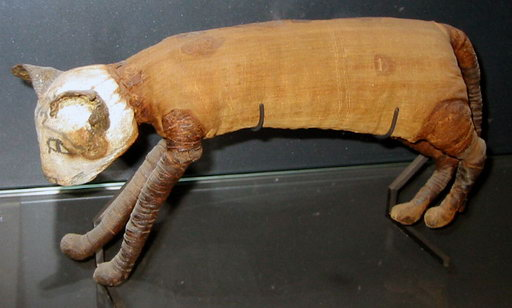
Katzenmumie

Nicht nur beim Menschen wurde die Einbalsamierung durchgeführt, sondern auch bei Tieren. Wenn zum Beispiel ein Lieblingstier starb (z. B. Hund, Katze), so konnte man es ebenfalls mumifizieren lassen. Manchmal wurden auch spezielle Särge und Stelen angefertigt. Der Hund Abutiu erhielt auf Geheiß des Pharaos sogar eine zeremonielle Bestattung wie ein menschlicher Würdenträger.
In einzelnen Tieren sahen die Ägypter aber auch die Verkörperung einer Gottheit. Man hielt diese in Tempeln, versorgte sie mit Nahrung und behängte sie manchmal mit Schmuck. Wenn diese Tiere starben, erhielten sie ein aufwändiges Begräbnis, wie zum Beispiel Paviane. Besonders hervorzuheben ist hier der Apis-Stier, der mumifiziert in einer eigenen Grabstätte, dem Serapeum in Sakkara, beigesetzt wurde.
Ebenso mumifiziert wurden zum Beispiel: Katzen, Krokodile, Hunde, Falken, Skarabäen, Spitzmäuse und Schlangen.